# مورافيان فولز (كارولاينا الشمالية)
مورافيان فولز (بالإنجليزية: Moravian Falls CDP, North Carolina)‏ هي منطقة سكنية تقع بولاية كارولاينا الشمالية في الولايات المتحدة. تبلغ مساحتها 13.2 كم2، وترتفع عن سطح البحر 364 م، بلغ عدد سكانها 1,901 نسمة في عام 2010 حسب إحصاء مكتب تعداد الولايات المتحدة وتصل الكثافة السكانية فيها 144 نسمة لكل كيلومتر مربع (373.0/ميل2).

## التركيبة السكانية
حدّد مكتب تعداد الولايات المتحدة بيانات التركيبة السكانية لمورافيان فولز في تعداد الولايات المتحدة. في ما يلي، التركيبة السكانية حسب تعدادي 2000 و2010.

### تعداد عام 2000
بلغ عدد سكان مورافيان فولز 1,440 نسمة بحسب تعداد عام 2000، وبلغ عدد الأسر 600 أسرة وعدد العائلات 416 عائلة مقيمة في المنطقة السكنية. في حين سجلت الكثافة السكانية 109.1 نسمة لكل كيلومتر مربع (282.6/ميل2). وبلغ عدد الوحدات السكنية 656 وحدة بمتوسط كثافة قدره 49.7 لكل كيلومتر مربع (128.7/ميل2).
وتوزع التركيب العرقي للمنطقة السكنية بنسبة 89.58% من البيض و5.49% من الأمريكيين الأفارقة و0.14% من الأمريكيين ذوي الأصول الآسيوية و3.47% من الأعراق الأخرى و1.32% من عرقين مختلطين أو أكثر و7.15% من الهسبانيون أو اللاتينيون من أي عرق.
بلغ عدد الأسر 600 أسرة كانت نسبة 31.3% منها لديها أطفال تحت سن الثامنة عشر تعيش معهم، وبلغت نسبة الأزواج القاطنين مع بعضهم البعض 55.5% من أصل المجموع الكلي للأسر، ونسبة 10.2% من الأسر كان لديها معيلات من الإناث دون وجود شريك، بينما كانت نسبة 3.7% من الأسر لديها معيلون من الذكور دون وجود شريكة وكانت نسبة 30.7% من غير العائلات. تألفت نسبة 26.5% من أصل جميع الأسر من عدة أفراد يعيشون في نفس المنزل ونسبة 7.7% كانت تتألف من شخص يعيش بمفرده يبلغ من العمر 65 عاماً أو أكثر. وبلغ متوسط حجم الأسرة المعيشية 2.39، أما متوسط حجم العائلات فبلغ 2.86.
بلغ العمر الوسطي للسكان 38.1 عاماً. وكانت نسبة 22% من القاطنين تحت سن الثامنة عشر، وكانت نسبة 9.1% بين الثامنة عشر والرابعة والعشرين عاماً، ونسبة 29% كانت واقعةً في الفئة العمرية ما بين الخامسة والعشرين والرابعة والأربعين عاماً، ونسبة 25.6% كانت ما بين الخامسة والأربعين والرابعة والستين، ونسبة 13.8% كانت ضمن فئة الخامسة والستين عاماً فما فوق. يوجد لكل 100 أنثى 98.6 ذكر، ويوجد لكل 100 أنثى في الثامنة عشر من عمرها فما فوق 98.8 ذكر.
بلغ متوسط دخل الأسرة في المنطقة السكنية 36,607 دولارًا، أما متوسط دخل العائلة فبلغ 48,906 دولارًا. وكان متوسط دخل الذكور 21,911 دولارًا مقابل 24,013 دولارًا للإناث. وسجل دخل الفرد الخاص بالمنطقة السكنية 19,405 دولارًا. وكانت نسبة 5.7% من العائلات ونسبة 12.4% من السكان تحت خط الفقر، وكان من هؤلاء نسبة 23.3% تحت سن الثامنة عشر ونسبة 13.3% في الخامسة والستين من العمر وما فوق.

### تعداد عام 2010
بلغ عدد سكان مورافيان فولز 1,901 نسمة بحسب تعداد عام 2010، وبلغ عدد الأسر 754 أسرة وعدد العائلات 514 عائلة مقيمة في المنطقة السكنية. في حين سجلت الكثافة السكانية 144 نسمة لكل كيلومتر مربع (373.0/ميل2). وبلغ عدد الوحدات السكنية 862 وحدة بمتوسط كثافة قدره 65.3 لكل كيلومتر مربع (169.1/ميل2).
وتوزع التركيب العرقي للمنطقة السكنية بنسبة 77.17% من البيض و4.94% من الأمريكيين الأفارقة و0.53% من الأمريكيين الأصليين و0.74% من الأمريكيين ذوي الأصول الآسيوية و14.31% من الأعراق الأخرى و2.31% من عرقين مختلطين أو أكثر و25.93% من الهسبانيون أو اللاتينيون من أي عرق.
بلغ عدد الأسر 754 أسرة كانت نسبة 34.2% منها لديها أطفال تحت سن الثامنة عشر تعيش معهم، وبلغت نسبة الأزواج القاطنين مع بعضهم البعض 48.5% من أصل المجموع الكلي للأسر، ونسبة 11.8% من الأسر كان لديها معيلات من الإناث دون وجود شريك، بينما كانت نسبة 7.8% من الأسر لديها معيلون من الذكور دون وجود شريكة وكانت نسبة 31.8% من غير العائلات. تألفت نسبة 27.1% من أصل جميع الأسر من عدة أفراد يعيشون في نفس المنزل ونسبة 8.2% كانت تتألف من شخص يعيش بمفرده يبلغ من العمر 65 عاماً أو أكثر. وبلغ متوسط حجم الأسرة المعيشية 2.52، أما متوسط حجم العائلات فبلغ 3.03.
بلغ العمر الوسطي للسكان 36.8 عاماً. وكانت نسبة 26.8% من القاطنين تحت سن الثامنة عشر، وكانت نسبة 7.7% بين الثامنة عشر والرابعة والعشرين عاماً، ونسبة 26.2% كانت واقعةً في الفئة العمرية ما بين الخامسة والعشرين والرابعة والأربعين عاماً، ونسبة 24.8% كانت ما بين الخامسة والأربعين والرابعة والستين، ونسبة 14.5% كانت ضمن فئة الخامسة والستين عاماً فما فوق. وتوزع التركيب الجنسي للسكان بنسبة 49% ذكور و51% إناث.